# Bart Vriends
Bart Vriends (Amersfoort, 9 mei 1991) is een Nederlands voetballer die doorgaans speelt als centrale verdediger. In juli 2024 verruilde hij Sparta Rotterdam voor Adelaide United.

## Clubcarrière
Vriends behaalde in 2009 zijn vwo-diploma aan 't Hooghe Landt College in Amersfoort en studeerde daarna communicatiewetenschappen aan de Universiteit van Amsterdam. In 2013 behaalde hij zijn bachelorexamen. Vriends speelde in de jeugd van VVZA en FC Utrecht. Dat verhuurde hem in januari 2013 aan Go Ahead Eagles. Hiervoor debuteerde hij op 1 februari 2013 in het betaald voetbal, in de Eerste divisie. Hij begon die dag in de basis tijdens een met 1–0 verloren wedstrijd uit tegen FC Den Bosch. In zijn tweede wedstrijd, thuis tegen SC Veendam (1–1 gelijkspel), scoorde hij op aangeven van Jop van der Linden zijn eerste doelpunt in het betaald voetbal. Go Ahead promoveerde dat seizoen en nam Vriends in de zomer van 2013 definitief over. Hij begon onder coach Foeke Booy regelmatig in de basis. Op 2 juli 2015 maakte Vriends in stadion de JENS Vesting in Emmen zijn eerste 'Europese' doelpunt. Hij maakte met een kopbal 1–1 voor Go Ahead Eagles in de voorronde van de Europa League, tegen Ferencvárosi. Dit was ook de eindstand.
Op 29 mei 2016 werd bekend dat Vriends transfervrij de overstap zou maken naar Sparta Rotterdam. Hier tekende hij een contract voor twee seizoenen met een optie voor nog een jaar. Na twee seizoenen werd deze optie gelicht, waardoor hij tot medio 2019 vastgelegd werd. Later dat jaar kwam er nog een seizoen bij het contract. Medio 2022 tekende Vriends voor twee jaar bij in Rotterdam. In zijn laatste twee jaar bij Sparta behaalde de club de play-offs om Europees voetbal.
In de zomer van 2024 besloot Vriends om Sparta na acht jaar te verlaten. Hij vertrok transfervrij naar Adelaide United, waar hij voor twee seizoenen tekende.

## Clubstatistieken
| Seizoen | Club              | Competitie     | Competitie | Competitie | Beker | Beker | Internationaal | Internationaal | Nacompetitie | Nacompetitie | Totaal | Totaal |
| Seizoen | Club              | Competitie     | Wed.       | Dlp.       | Wed.  | Dlp.  | Wed.           | Dlp.           | Wed.         | Dlp.         | Wed.   | Dlp.   |
| ------- | ----------------- | -------------- | ---------- | ---------- | ----- | ----- | -------------- | -------------- | ------------ | ------------ | ------ | ------ |
| 2012/13 | FC Utrecht        | Eredivisie     | 0          | 0          | 0     | 0     | 0              | 0              | 0            | 0            | 0      | 0      |
| 2012/13 | → Go Ahead Eagles | Eerste divisie | 15         | 1          | 0     | 0     | —              | —              | 5            | 0            | 20     | 1      |
| 2013/14 | Go Ahead Eagles   | Eredivisie     | 32         | 0          | 2     | 0     | —              | —              | —            | —            | 34     | 0      |
| 2014/15 | Go Ahead Eagles   | Eredivisie     | 31         | 3          | 2     | 0     | —              | —              | 2            | 0            | 35     | 3      |
| 2015/16 | Go Ahead Eagles   | Eerste divisie | 35         | 1          | 2     | 0     | 2              | 1              | 4            | 0            | 43     | 2      |
| 2016/17 | Sparta Rotterdam  | Eredivisie     | 18         | 0          | 3     | 1     | —              | —              | —            | —            | 21     | 1      |
| 2017/18 | Sparta Rotterdam  | Eredivisie     | 10         | 0          | 1     | 0     | —              | —              | 3            | 0            | 14     | 0      |
| 2018/19 | Sparta Rotterdam  | Eerste divisie | 26         | 2          | 1     | 0     | —              | —              | 3            | 1            | 30     | 3      |
| 2019/20 | Sparta Rotterdam  | Eredivisie     | 26         | 2          | 2     | 0     | —              | —              | —            | —            | 28     | 2      |
| 2020/21 | Sparta Rotterdam  | Eredivisie     | 24         | 0          | 1     | 0     | —              | —              | —            | —            | 25     | 0      |
| 2021/22 | Sparta Rotterdam  | Eredivisie     | 33         | 3          | 1     | 0     | —              | —              | —            | —            | 34     | 3      |
| 2022/23 | Sparta Rotterdam  | Eredivisie     | 34         | 2          | 1     | 0     | —              | —              | —            | —            | 35     | 2      |
| 2023/24 | Sparta Rotterdam  | Eredivisie     | 26         | 2          | 1     | 0     | —              | —              | 1            | 0            | 28     | 2      |
| 2024/25 | Adelaide United   | A-League       | 14         | 1          | 0     | 0     | —              | —              | —            | —            | 14     | 1      |
| Totaal  | Totaal            | Totaal         | 324        | 17         | 17    | 1     | 2              | 1              | 18           | 1            | 361    | 20     |

Bijgewerkt op 16 februari 2025.

## Trivia
- In 2014 vroeg een verslaggever van Go Ahead Eagles TV aan Vriends wat voor soort leerling hij was op school. Hij gaf hierop aan dat hij een goede kennis had van topografie. Op de overhoring die volgde bleek Vriends alle gevraagde hoofdsteden te kennen. Het fragment werd herhaald in de rubriek De tv draait door van De Wereld Draait Door.[7]
- Op oudejaarsavond 2014, was hij te gast bij De tv draait door 2014, het jaaroverzicht van de rubriek in De Wereld Draait Door. Hierin werd hij door presentator Matthijs van Nieuwkerk nogmaals overhoord. Hij vertelde in dit interview tevens dat scheidsrechter Serdar Gözübüyük hem voorafgaand aan de IJsselderby, de wedstrijd van Go Ahead Eagles tegen PEC Zwolle, had gevraagd wat de hoofdstad van San Marino was.[8]
- In de zomer van 2020 deed hij mee aan De Slimste Mens.
- Vriends maakt gezamenlijk met collega profvoetballers Thomas Verhaar en Maarten de Fockert een wekelijkse podcast genaamd De Cor Potcast.[9][10]
- In juni 2022 nam Vriends deel aan het eerste seizoen van de kennisquiz The Connection, toen gepresenteerd door Matthijs van Nieuwkerk. Hij won deze aflevering van Nynke de Jong en Mischa Blok.[11]
- In maart 2024 deed Vriends mee aan de kennisquiz Weet Ik Veel, gepresenteerd door Beau van Erven Dorens. Hij won de aflevering van Anne Apello en Goedele Liekens.